# Open Control Architecture
L' Arquitectura de control obert (OCA) és una arquitectura de protocol de comunicacions per al control, la supervisió i la gestió de connexions de dispositius d'àudio i vídeo en xarxa. Aquestes xarxes s'anomenen "xarxes multimèdia".
L'especificació oficial d'OCA és l'estàndard Audio Engineering Society (AES) conegut com AES70-2015, o només AES70. Aquest document empra el terme més recent "AES70" per referir-se a l'estàndard i l'arquitectura que especifica.
AES70 és un estàndard obert que es pot utilitzar lliurement, sense llicències, quotes ni membres d'organització.
Com s'ha indicat anteriorment, l'arquitectura AES70 admet diversos protocols, depenent de la naturalesa del mitjà de xarxa utilitzat. Actualment, AES70 defineix un protocol, anomenat OCP.1. OCP.1 és el protocol AES70 per a xarxes TCP/IP. Els plans futurs inclouen OCP.2, una versió de sèrie de bytes per a xarxes USB, connexions Bluetooth i enllaços punt a punt, i OCP.3, una versió de text en JSON.